# Big Brother (Hrvatska)
Big Brother je hrvatska verzija reality show-a Big Brother koji se prikazivao na RTL Televiziji, u kojem brojni natjecatelji žive u izoliranoj kući pokušavajući ostati u kući na najčešće 100 dana, s ciljem osvajanja velike novčane nagrade na kraju igre. Tijekom cijele sezone ukućani izvršavaju zadatke, a svaki nepotpuni zadatak smanjuje nagradu. Emisija se radi po licenciji istoimene inozemne emisije, producirane od strane tvrtke Endemol.
Big Brother kuća se nalazi u Jadran film studiju u Dubravi, dijelu grada Zagreba. U petoj sezoni kuća se nalazila u filmskom gradu Kantanu, četrdesetak kilometara zapadno od Bangkoka, glavnog grada Tajlanda. 2011. i 2015. emisija se snimala u kući na beogradskom Košutnjaku (regionalni Big Brother). Nakon dvije regionalne sezone Big Brother se u 2016. godini ponovno vratio u Hrvatsku.
Hrvatski Big Brother drži rekord najviše pobjeda muškog spola za redom od njegova početka.
Posljednja voditeljica Big Brothera bila je Antonija Blaće. U prvoj sezoni voditeljica je bila glumica Daria Knez Rukavina, dok je u osmoj sezoni voditeljica bila Marijana Batinić.

## Povijest